# Zoetermeer FM
Zoetermeer FM (stationcall ZFM) is de publieke omroep van Zoetermeer.

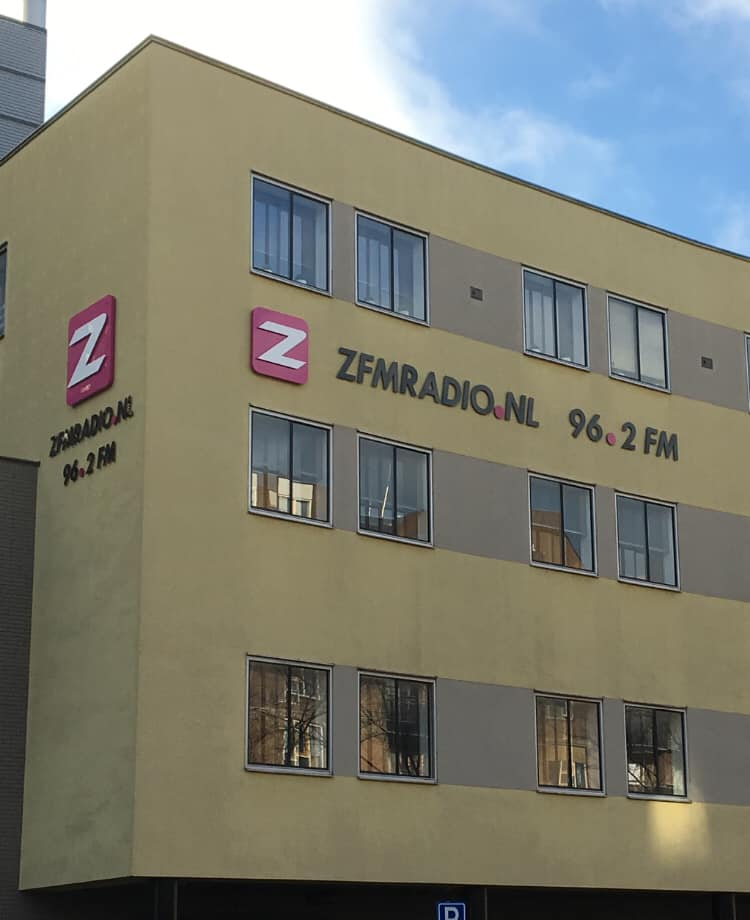
De ZFM studio in het centrum van Zoetermeer

De omroep verkreeg een zendlicentie in 1993 als opvolger van de Lokale Omroep Zoetermeer (LOZ). Oprichter en eerste voorzitter was CDA-oud-wethouder, Tweede Kamerlid en senator Hannie van Leeuwen. De omroep maakt programma's op radio, televisie en online.